# Phronia tristis
Phronia tristis är en tvåvingeart som beskrevs av Gabriel Strobl 1898. Phronia tristis ingår i släktet Phronia och familjen svampmyggor. Inga underarter finns listade i Catalogue of Life.